# 2018年以核養綠公投案

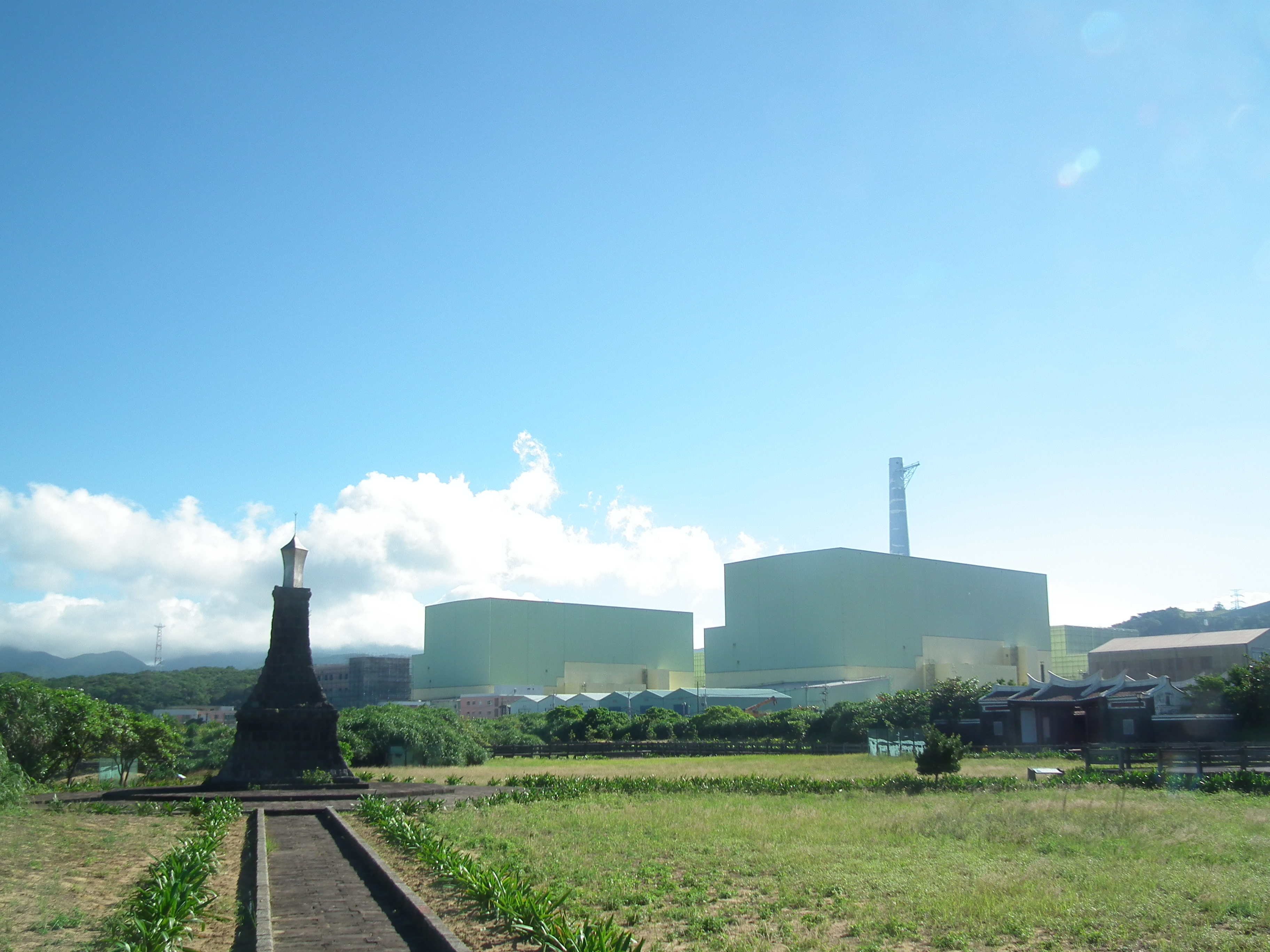
遠處圍阻體左起分別為核四廠一號機、二號機。

以核養綠公投狹義上指在中華民國境內發起，並在2018年中華民國全國性公民投票通過成案的「廢除電業法第95條第1項」。廣義上則指由黃士修領銜的以核養綠缺電公民自救會推動的公投案系列，分別為「廢除電業法第95條第1項」及「重啟核四」與計畫中的「核廢料遷出蘭嶼」，後兩者因尚未進入連署，而未在2018年進行公投。
此案由國立清華大學原子科學院院長李敏、核能流言終結者創辦人兼執行長黃士修、中華民國醫學物理學會理事廖彥朋共同發起，並由黃士修領銜提案。其中「廢除電業法第95條第1項」公投於2018年11月24日與地方公职人员选举一同舉行，共有1083万2735人投票，同意得票589万5560票，占54.42%；不同意得票401万4215票，占37.05%，公投通过，是中華民國第一次公民直接行使複決權。截至2021年，此公投案的通過並未影響執政黨的政策，因此擁核派又發動了核四商轉公投。

## 背景
台灣2017年時發電概況指出，燃煤47%、天然氣34%、再生能源5%、核能8%，蔡英文政府非核家園政策意欲在2025年達成，燃煤30%、天然氣50%、再生能源20%、核能0%。以核養綠的能源配比論述則為，燃煤40％、天然氣30％、再生能源10％、核能20％。反核方認為「以核養綠」根本就是燃煤減綠；擁核方則認為「確保六成基載，又有三成潔淨能源」才是真相，蔡政府並無考量供電穩定度(再生能源特性)，宣稱的「三成燃煤」根本達不到，「五成燃煤、九成火力」的空污家園恐才是最後結果。根據台電公司2020年發購電量各能源別占比 : 燃煤36.4％、天然氣40.8％(火力發電量占比達80.2%)、再生能源5.8％、核能12.7%。

### 世界各地能源配比概述
法國2015年燃煤佔1%、核能75%，預計2021年前關閉境內所有的燃煤電廠並减少國營核電廠的數目。
英國2017年發電概況為再生能源29.3%、核能20.8%、天然氣40.4%、燃煤6.7%、其他燃料2.9%，計畫在2025年前關閉剩下的8座燃煤電廠。。
德國2017年發電概況為再生能源33.3%、核能11.7%、天然氣13.2%、燃煤36.6%（無煙煤14.1%、褐煤22.5%）、礦物油0.9%、其他燃料4.3%，2036年所有的核電廠將屆齡除役。

## 內容
「以核養綠」公投發起方對以核養綠的定義有三重含義：一、核能就是綠能，是對環境衝擊最小的安全清潔能源；二、用成熟的綠能為不成熟的綠能，打下未來發展基礎；三、避免大規模開發再生能源，留給生態休養生息空間。
根據領銜人黃士修的說法，「以核養綠」的概念是十幾年前，世界各國政府就已經在做的，不是他們的獨特發明。「以核養綠」的口號，則是近年他們在媒體上喊出來，被各界人士認知並使用。「以核養綠」的含義，則是他在廣播上詮釋，並且放在公投官方網站。

### 「廢除電業法第95條第1項」
主文：
| “ | 您是否同意：廢除電業法第95條第1項，即廢除『核能發電設備應於中華民國一百十四年以前，全部停止運轉』之條文？ | ” |

提案送審階段原始公投主文為：「您是否同意：為避免非核家園政策所導致之空氣污染與生態浩劫，應廢除電業法第95條第一項；以終止非核家園政策，重啟核電機組，進而保障人民享有不缺電、不限電、不斷電與低廉電價的自由？」

## 「廢除電業法第95條第一項」案

### 沿革

#### 提案與連署

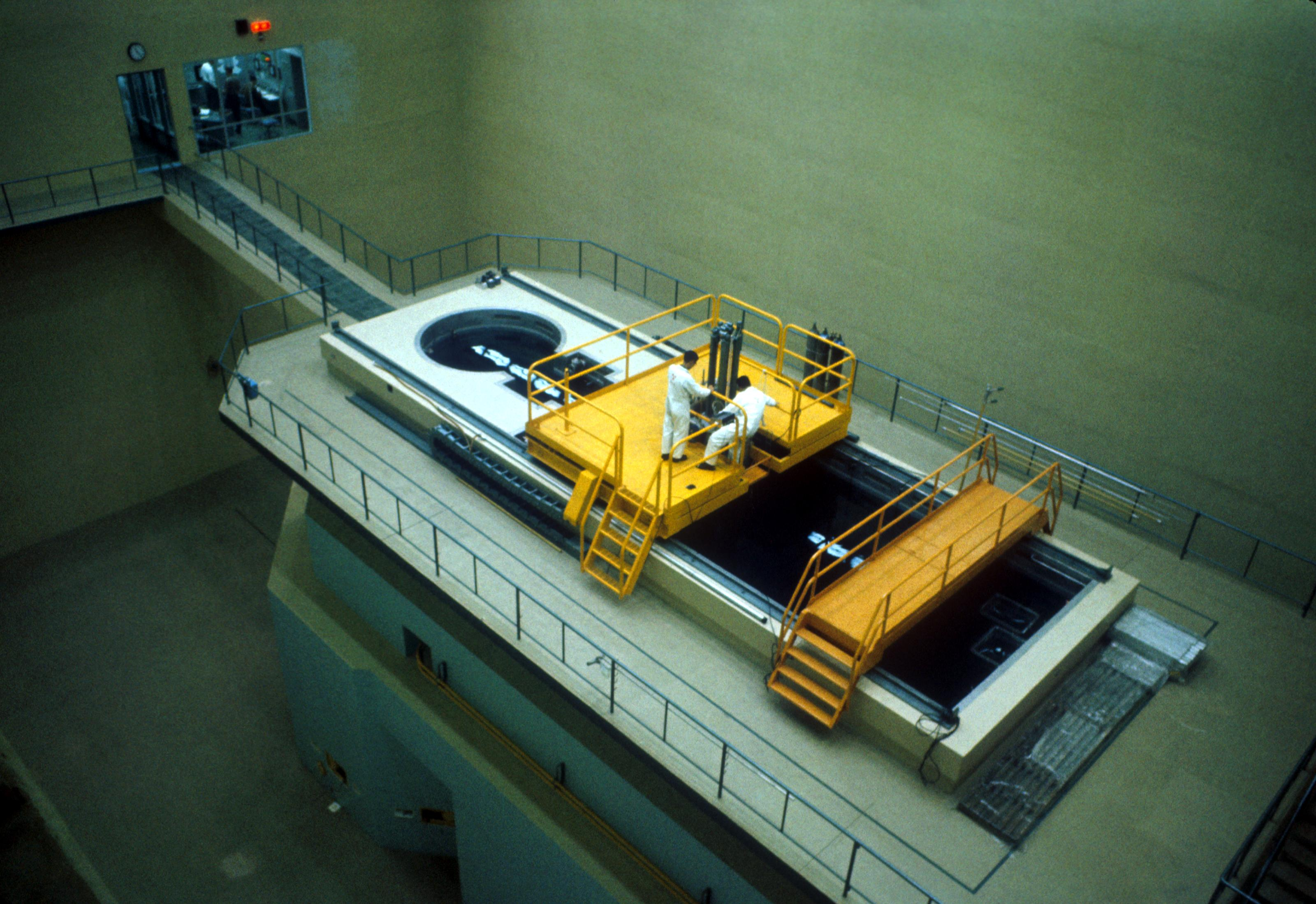
國立清華大學水池式反應器。前清大原科院院長李敏為該公投共同發起人之一。

2018年3月2日由國立清華大學原子科學院院長李敏、黃士修和中華民國醫學物理學會理事廖彥朋共同發起（黃士修領銜）提出全國性公投案「您是否同意：為避免非核家園政策所導致之空氣污染與生態浩劫，應廢除電業法第95條第一項；以終止非核家園政策，重啟核電機組，進而保障人民享有不缺電、不限電、不斷電與低廉電價的自由？，即為「廢除電業法95條之1」案。
在提案期間發起人表示受到來自中選會的壓力，因中選會要求舉行聽證會釐清爭點，卻未敘明理由。因中選會對公投主文的「重啟核電機組」表示疑慮，要求刪除。而以核養綠公投因為要配合公投綁大選的時程，故修改公投主文，拿掉重啟核電機組字樣以避免因聽證會無法和大選綁在一起。
第一階段連署提案不合格率是9%，中央選舉委員會（簡稱中選會）仍公告進入連署階段。在「廢除電業法95條之1」連署過程中，前總統馬英九、前行政院院長江宜樺皆連署並表示支持。不過核四所在地新北市的時任市長朱立倫和中國國民黨表示不會連署此公投，2018年市長選舉參選人侯友宜表示沒有能力處理核廢料就不要想用核電。

#### 兩次送件
是年9月6日，發起方把「廢除電業法第95條第1項」案連署書約31.6萬份送交中選會審查，後來公布的查對結果中，點收的詳細數量只有31萬4484份。12日，領銜人黃士修公布致電中選會公投業務承辦人影片，口頭約定次日送件「補充連署書」。次日下午，發起方將約2.3萬份連署書送往中選會「補充連署書」，但中央選舉委員會以《公民投票法》第13條第3項已有連署人數不足應通知補正之規定，在尚未通知補正前，黃士修並無主動先行補正之公法上權利，因而拒收。黃士修表示法令沒有「只能點收一次」的條文。共同發起人廖彥朋則認為「以核養綠」公投是在6月底開始第二階段連署，在12月底之前，隨時可再送件，9月13日第二次送件，中選會無權拒收。他們並不是「補件」，而是「再送件」。

#### 絕食靜坐
黃士修決定自9月13日下午起在中選會前靜坐絕食到該會收件為止，以示抗議。18日，中選會函文建議黃士修可向行政院提起訴願。黃決定向台北高等行政法院（簡稱北高行）提出假處分，北高行則訂於9月26日上午9時開庭。19日，黃士修血壓心跳不正常飆高送醫，由共同發起人廖彥朋與新黨台北市議員參選人侯漢廷接力絕食靜坐抗議。黃士修於20日晚間重回現場看望侯漢廷，表示不排除再度絕食抗議。26日上午侯漢廷體力不支送醫。
26日，黃士修依《行政訴訟法》第298條第2項聲請定暫時狀態處分，要求中選會應受理再次提出之補充連署書，併入以核養綠公投案處理一案開庭，法官庭末諭知候核辦，將由合議庭審酌後作成准駁裁定。傍晚，發起方將擺在中選會門口的2.4萬份連署書攜回，絕食抗議活動亦停止，黃士修晚間發出聲明表示，「在法院假處分裁定下來前我們就不給了」；並表示在11月24日大選前，不再進行任何補件工作。

#### 查對結果
2018年10月12日，中選會公布「以核養綠」公投查對結果，「合格連署數為27萬9,419人，離連署門檻28萬1,745人還差2,326份；不合格的連署書中，有102份連署者已不在世（「死人連署」），重複連署有5379份、未簽名或未蓋章的數量則有9492份，全部不合格份數共有3萬5065份，不合格率約11%」。該公投成為中華民國107年第二階段的10件公投案中唯一連署未過門檻的公投案。黃士修認為，是民主進步黨領導下的政府封殺了該公投，並表示不會補件。他已經再收集了3000份提案書，可於2020年總統選舉前再提起一次「廢除電業法95條之1」案。黃士修並要求出席中選會在16日的審查會議，惟遭拒。

#### 假處分
10月17日，北高行發布新聞稿，法官裁定中選會應受理黃士修9月13日的再次提出公投連署之補充連署書並併入9月6日以核養綠公投案處理。中選會晚間發布新聞稿表示，隨時可補提將導致戶政機關查對期限起止時程的不確定，中選會將收受裁定書後，依法提出抗告，目前仍依公投法第13條受理黃士修的「補件」。至於黃士修今下午「再送件」2.4萬份連署書，中選會表示，完成概略點收後，已開具收據給黃士修。另為有利於公投綁大選最後期限前成案，已請戶政機關在10月23日中午12時前將完成查對連署人名冊的部分結果先予函覆。

#### 成案
10月23日，中選會發布新聞稿指出，至10月23日中午為止，符合規定之連署人數達29萬2654人，已達門檻，故宣告本公投成案，並給予編號為第16案全國性公民投票案。本公投案將合併其他9案進行公投，於11月24日之2018年中華民國直轄市長及縣市長選舉合併舉行。

### 意見發表會

#### 第一場
- 正方代表為「以核養綠」公投發起人廖彦朋：

如若核四已商轉，815全台大停电事件便可避免，更不會發生有腦傷患者因是次大停電間接導致火災而喪命的悲劇。開發綠能造成了大量的生態破壞，但即使如此每年僅能產電10億度，遠不及現今50億度的電力缺口。根據日本的經驗，重啟核電后電價將會下降。
- 反方代表為經濟部政務次長曾文生：

台灣2016年以來的缺電狀況，是由於核電機組故障造成的，並不是政府故意棄用核電。根據2025非核計劃，屆時煤電將從如今的46%降至30%，而「以核養綠」僅將煤電降至40%，不利於解決空污問題。核四廠前後已蓋了20來年，興建時間太久恐有安全上的隱憂。

#### 第二場
- 正方代表為「以核養綠」公投發起人黃士修：

兩成綠能發電與五成天然氣發電的計劃，台灣現時根本做不到，廢核必然增煤。增核減煤是英、法、日、美等國正在施行的做法，目前全球運轉中的核反應爐有451座，另有54座在興建、151座在規畫、337座在研議。100毫西弗以下的低劑量輻射并觀察不到影響健康的效應，且福島核災外洩的輻射劑量，也比想像中低很多。
- 反方代表為台灣大學大氣科學系教授、行政院非核家園推動專案小組委員徐光蓉：

核電機組老舊不穩，經常需要火電來備用，因此會增加空污。核能是夕陽產業，全球現時正在興建的核電廠，遠不及十年后將屆滿40年的核電廠數量，此外新建核電廠的造價將越來越昂貴。核能是唯一會讓人永遠喪失家園的能源，只要有輻射就對人體有危害，何況台灣地狹人稠，核電廠鄰近斷層，且耐震係數不符合標準。

### 「廢除電業法95條第1項」案之結果
於2018年11月24日九合一大選合併舉行之「廢除電業法95條第1項」公投案，獲得5,895,560張同意票並多於不同意票，本複決案通過。依公投法規定，自中選會公告結果3天後該法條會自動失效、即2018年11月30日公告結果後，自2018年12月2日起，2025非核家園條文自動失效。不過公投通過不代表核一、二、三廠延役，或啟用核四。
|          |            | 個數       | ％     | 占選舉人數％ |
| -------- | ---------- | ---------- | ------ | ------------ |
| 選舉人數 | 選舉人數   | 19,757,067 | 100.00 | 100.00       |
| 門檻票數 | 門檻票數   | 4,939,267  | 25.00  | 25.00        |
|          | 同意票數   | 5,895,560  | 59.49  | 29.84        |
|          | 不同意票數 | 4,014,215  | 40.51  | 20.32        |
| 有效票數 | 有效票數   | 9,909,775  | 91.48  | 50.16        |
| 無效票數 | 無效票數   | 922,960    | 8.52   | 4.67         |
| 總投票數 | 總投票數   | 10,832,735 | 100.00 | 54.83        |
| 結果     | 結果       | 通過       | 通過   | 通過         |

| 新北市                             | 3,375,513 | 1,000,493 | 29.64 | +156,614 | 691,936 | -308,557 | 40.88 | 1,692,429 | 162,420 | 1,854,849 | 54.95 |
| 臺北市                             | 2,228,430 | 698,579   | 31.35 | +141,471 | 494,516 | -204,063 | 41.45 | 1,193,095 | 91,528  | 1,284,623 | 57.65 |
| 桃園市                             | 1,801,823 | 518,318   | 28.77 | +67,862  | 337,300 | -181,018 | 39.42 | 855,618   | 67,514  | 923,132   | 51.23 |
| 臺中市                             | 2,295,642 | 725,778   | 31.62 | +151,867 | 478,271 | -247,507 | 39.72 | 1,204,049 | 118,994 | 1,323,043 | 57.63 |
| 臺南市                             | 1,594,821 | 422,398   | 26.49 | +23,692  | 310,812 | -111,586 | 42.39 | 733,210   | 72,547  | 805,757   | 50.52 |
| 高雄市                             | 2,353,342 | 752,932   | 31.99 | +164,596 | 509,854 | -243,078 | 40.38 | 1,262,786 | 103,906 | 1,366,692 | 58.07 |
| 新竹縣                             | 445,051   | 139,470   | 31.34 | +28,207  | 93,309  | -46,161  | 40.08 | 232,779   | 17,674  | 250,453   | 56.28 |
| 苗栗縣                             | 461,580   | 143,501   | 31.09 | +28,106  | 95,723  | -47,778  | 40.01 | 239,224   | 22,419  | 261,643   | 56.68 |
| 彰化縣                             | 1,066,994 | 328,349   | 30.77 | +61,600  | 223,084 | -105,265 | 40.46 | 551,433   | 58,500  | 609,933   | 57.16 |
| 南投縣                             | 427,089   | 138,860   | 32.51 | +32,087  | 85,227  | -53,633  | 38.03 | 224,087   | 21,345  | 245,432   | 57.47 |
| 雲林縣                             | 584,480   | 158,850   | 27.18 | +12,730  | 106,155 | -52,695  | 40.06 | 265,005   | 33,678  | 298,683   | 51.10 |
| 嘉義縣                             | 442,775   | 114,627   | 25.89 | +3,933   | 81,395  | -33,232  | 41.52 | 196,022   | 24,668  | 220,690   | 49.84 |
| 屏東縣                             | 711,720   | 192,218   | 27.01 | +14,288  | 136,052 | -56,166  | 41.45 | 328,270   | 37,207  | 365,477   | 51.35 |
| 宜蘭縣                             | 386,089   | 111,743   | 28.94 | +15,220  | 77,082  | -34,661  | 40.82 | 188,825   | 23,921  | 212,746   | 55.10 |
| 花蓮縣                             | 278,059   | 80,187    | 28.84 | +10,672  | 50,311  | -29,876  | 38.55 | 130,498   | 14,411  | 144,909   | 52.11 |
| 臺東縣                             | 185,996   | 51,032    | 27.44 | +4,533   | 33,932  | -17,100  | 39.94 | 84,964    | 9,433   | 94,397    | 50.75 |
| 澎湖縣                             | 90,405    | 22,697    | 25.11 | +95      | 13,207  | -9,490   | 36.78 | 35,904    | 4,253   | 40,157    | 44.42 |
| 基隆市                             | 320,030   | 90,311    | 28.22 | +10,303  | 61,447  | -28,864  | 40.49 | 151,758   | 11,852  | 163,610   | 51.12 |
| 新竹市                             | 351,775   | 110,083   | 31.29 | +22,139  | 73,690  | -36,393  | 40.10 | 183,773   | 13,635  | 197,408   | 56.12 |
| 嘉義市                             | 221,553   | 64,519    | 29.12 | +9,130   | 45,975  | -18,544  | 41.61 | 110,494   | 9,064   | 119,558   | 53.96 |
| 金門縣                             | 122,695   | 26,851    | 21.88 | -3,823   | 13,274  | -13,577  | 33.08 | 40,125    | 3,668   | 43,793    | 35.69 |
| 連江縣                             | 11,205    | 3,764     | 33.59 | +962     | 1,663   | -2,101   | 30.64 | 5,427     | 323     | 5,750     | 51.32 |
| 得票數據以中央選舉委員會公佈為準。 |           |           |       |          |         |          |       |           |         |           |       |

### 同意率與核廢料儲存地
同意票比例最高的前五行政區依次為：連江縣（69.36%）、金門縣（66.92%）、澎湖縣（63.22%）、南投縣（61.97%）、花蓮縣（61.45%）。立法委員鄭寶清表示，應把核廢料放到支持率最高的區域。

## 公投前各方意見
政黨方面，國民黨黨內意見不一。中華民國前總統馬英九及前行政院院長江宜樺皆曾連署「廢除電業法95條第一項」案，亦對該案表示支持。時任新北市市長的朱立倫則表示，在確保核能安全及核廢料去處前，不會連署「重啟核四」案。該黨提名參加2018年新北市市長選舉的候選人侯友宜也表示，在臺灣有辦法處理核廢料後才會支持。
基隆市野鳥學會是在第一時間就發表支持以核養綠公投的環保團體。中華民國野鳥學會則在公投前一日發布新聞稿表示，他們支持發展再生能源，但執行過程不可犧牲埤塘、濕地等自然生態環境，勿堅持於2025年完全廢止核能發電之法律約束；外界解讀，就是間接支持以核養綠公投。
部分不支持以核養綠的環保團體曾公開駁斥以核養綠公投。綠色和平能源專案經理李之安認為，以核養綠「只有養核，不會養綠」。台灣環境保護聯盟會長劉志堅認為，核能並非綠能，以核養綠公投是「以核擋綠」。綠色公民行動聯盟秘書長崔愫欣認為，以核養綠公投應該改名「核電復辟公投」。
自由台灣黨主席羅宜認為，民主進步黨一直沒有正面面對公投議題，核四公投、同婚公投等結果都是因為民進黨沒有一致表達立場，部分民進黨人士更誤導公投案，有害本土力量的凝聚。

## 後續影響
公投雖然通過，但由於公投主文並未要求延役既有的核電廠（核一至核三）或商轉新的核電廠（核四），蔡英文政府實質上並未改變能源政策，只調整了非核家園的時程。公投通過的隔日，行政院便表示：2025非核家園目標不變，因為核一、二、三都已經不可能延役，核四重啟則要到2025年才能商轉，屆時依非核家園的計畫，已經不必再使用核能。
在公投之前的2018年一月，立法院三讀通過將核四燃料棒全數運離台灣，公投通過後，台電仍依立法院決議將燃料棒運出，並在在2021年初執行完畢。台電稱這是依立法院決議、因為燃料棒已過保固期，沒有政治動機，然而清大原科院院長李敏質疑疑核燃料只要再做非破壞性檢驗即可，並且核四燃料外送的依據是沒有正式法律效力的附帶決議。
2021年發生了513和517停電和工廠降壓，專家指出這就是缺電、是備轉容量不足，台電則回應稱這是氣溫上升造成用電量增加的必然物理現象。
由於公投後執政黨仍未推動核能，擁核派在2021年發動了「重啟核四公投」。

## 國際評論
9月18日對該公投進行了報導，文中稱中選會拒絕收下超過2萬4千份由前總統及環境保護主義者收集、尋求在今年11月進行公民投票的連署書後，被指控違法。此外，該雜誌還刊載了美國作家與環境政策專家Michael Shellenberger的撰文，提到以核養綠運動將影響德國公眾對核能的再思考。。Shellenberger聽聞以核養綠公投被政府不公對待，立即投書發文聲援，希望政府依法行政，給人民一個選擇能源的機會。並於10月25日发表文章說，台灣有一群傻子正在為捍衛民主、捍衛人民選擇能源的自由奮戰。
詹姆斯·漢森於9月22日下午前往中選會門口探望絕食抗爭的黃士修等人，用行動支持以核養綠、潔能家園；他說，台灣能源政策全球都在看，呼籲蔡政府切莫繼續違背國際趨勢。
《世界核能新聞》(WNN)網站10月24日在首頁刊登了以核養綠的報導，文中提到這場公投艱難的審核流程：發起者在3月就提交了連署，但直到7月份才獲得公民連署許可，因此走得比其他公投更困難。
公投通過後，丹麥的擁核組織「潔能消息」主辦者洛夫特·博阿斯(Rebecca Lohfert Boas)表示：很驚喜台灣的擁核運動取得了重大勝利，這非常鼓舞人心。

## 逸事
黃士修在中選會前絕食靜坐時，參照知名反核主義者林義雄曾為了反核靜坐絕食五小時的概念，創制時間單位「林義雄單位」，定義為五個小時。黃士修表示，他的絕食靜坐確實與林義雄有關，原本他對林義雄還有一絲信任，但2018年7月以後林義雄避不見面，投票前三天林義雄才舉辦記者會宣布反對以核養綠公投，是「民主假貨」。

## 備註
1. ↑  中華民國歷次的公民投票中，此案為第一次之公投事項直接要求廢止某項法律條文。其通過後，該條文自動在三天後廢除，是複決權的展現。